# ベルト・ヌフラール

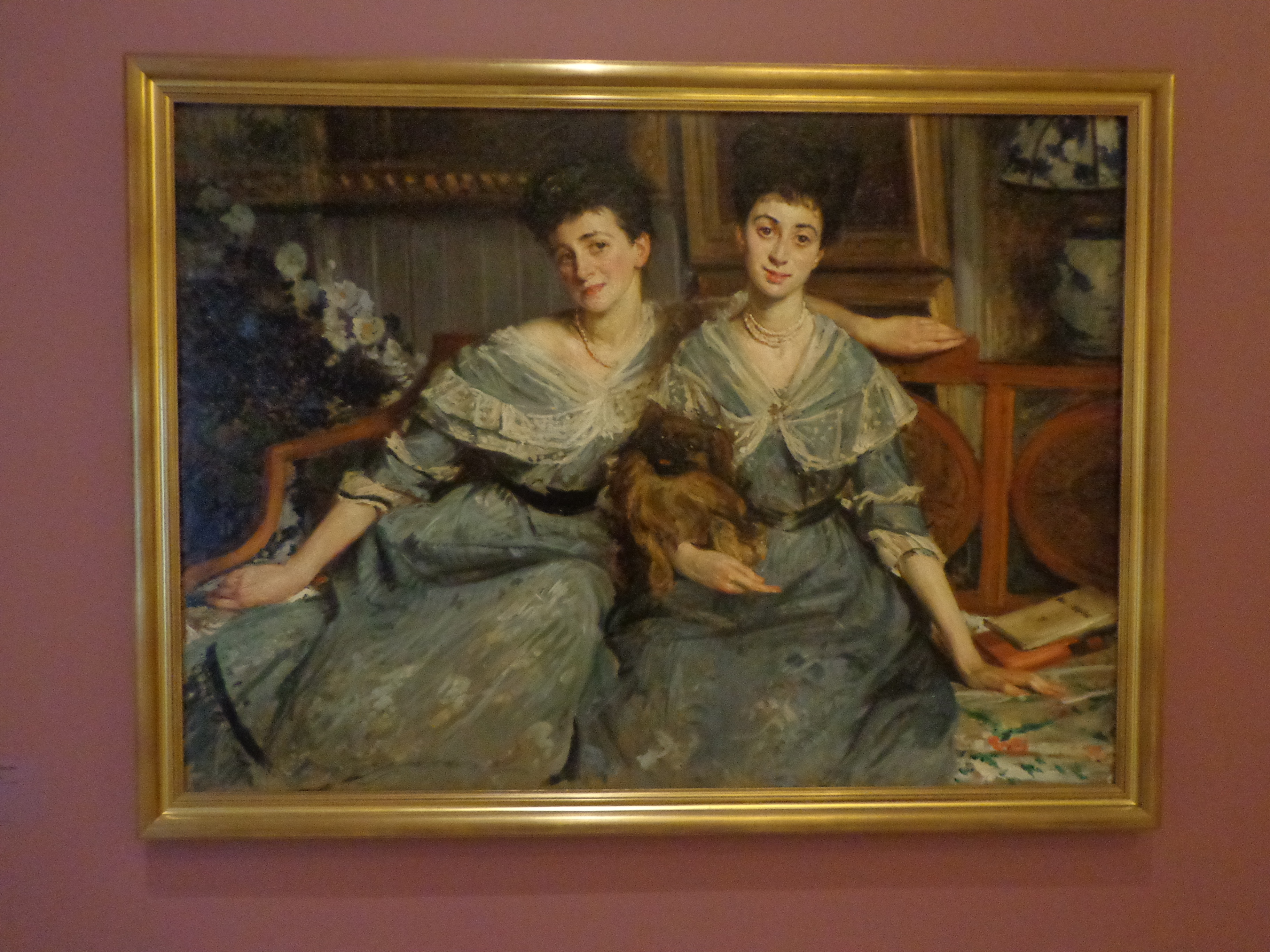
『ラングウェイル夫人の2人の娘』
(画)ジャック＝エミール・ブランシュ

ベルト・ヌフラール（Berthe Noufflard, 1886年7月5日 - 1971年10月11日）は、フランスの画家。旧姓は、ラングウェイル(Langweil)。

## 略歴
パリでうまれた。母親のフロリーヌ・ラングウェイル（Florine Langweil）はよく知られた東洋美術のコレクター、美術商であった。母親のもとにはアンリ・リヴィエールやジャック＝エミール・ブランシュといった芸術家が訪れていた。
ブランシュから絵を学び、1907年に国民美術協会の展覧会に展示が認められた。1910年からグランド・ショミエール芸術学校のリュシアン・シモンの教室で学んだ。この年、フランス人の父親を持つイタリア生まれの画家アンドレ・ヌフラール（André Noufflard）と知り合い、1911年にヌフラールと結婚し、1915年にヘンリエッテ、1920年にジュヌヴィエーヴを産んだ。ジュヌヴィエーヴ・ヌフラールは音楽家として知られる。